# Аделперга
Аделперга (Adelperga; Adelberga; * 740; † след февруари 788) е дъщеря на лангобардския крал Дезидериус и съпругата му Анса.
Аделперга e сестра на:
- Дезидерата, първата съпруга на Карл Велики
- Герберга, съпруга на Карломан I
- Луитперга, съпруга на Тасило III, херцог на Бавария
- Аделхис, крал на лангобардите (759-774).

През 758 г. баща ѝ поставя Аричис II за dux (херцог) на Херцогство Беневенто и я омъжва за него.
Аделперга е придружена до Беневенто от учителя си Павел Дякон.
Той ѝ посвещава произведенията си Historia Romana (Римски истории) и Versus de Annis, при което началните букви на версите образуват нейното име Adelperga pia.
Аделперга и Аричис имат пет деца:
1. Ромуалд (* 761/762; † 21 юли 787)
2. Гримоалд III (* 773; † април 806), наследява баща си на трона като dux gentis Langobardorum (херцог на лангобардите) на Херцогство Беневенто.
3. Гизулф (*?; † 806)
4. Теодерада (*?; † 788)
5. Аделхиза (* 773; † 817), игуменка на San Salvatore d´Alife

През 774 г. Карл Велики завладява Лангобардското царство. Аричис II се съюзява с него, получава титлата princeps и управлява самостоятелно с кралска власт.
Кралица Аделперга има познания в поезия, философия, история.
Аделперга и Аричис подаряват църквата „Санта София“ в Беневенто.
Аричис умира на 26 август 787 г. и Аделперга е няколко месеца регентин. Нейният син Гримоалд III се качва на трона в началото на 788 г. и става херцог на Беневенто и Салерно.